# Michael Moriarty
Pour les articles homonymes, voir Moriarty.
Michael Moriarty est un acteur et scénariste américain, né le 5 avril 1941 à Détroit.

## Biographie
Michael Moriarty est né à Détroit (Michigan) le 5 avril 1941. Il est le fils d'Elinor (née Paul) et de George Moriarty, chirurgien. Son grand-père George Moriarty a été joueur de troisième but, arbitre et gérant de la ligue majeure de baseball pendant près de 40 ans. Moriarty a fréquenté le collège à Cranbrook School à Bloomfield Hills avant de passer au lycée jésuite de l'université de Détroit, obtenant son diplôme en 1959. Il s'est ensuite inscrit au Dartmouth College, où il était étudiant en théâtre, dans la classe de 1963. Après avoir obtenu son bac des arts, il part pour Londres, en Angleterre, où il s'inscrit à la London Academy of Music and Dramatic Art (LAMDA ) ayant reçu une bourse Fulbright.

## Filmographie

### comme acteur
- 1971 : My Old Man's Place : Trubee Pell
- 1972 : Requiem pour des gangsters (Hickey & Boggs) : Ballard
- 1973 : Le Dernier Match (Bang the Drum Slowly) : Henry 'Author' Wiggen
- 1973 : A Summer Without Boys (TV) : Abe Battle
- 1973 : La Dernière Corvée (The Last Detail) : Marine O.D.
- 1973 : La Ménagerie de verre (The Glass Menagerie) (TV) : Jim O'Connor
- 1974 : Shoot It Black, Shoot It Blue : Herbert G. Rucker
- 1975 : Rapport confidentiel (Report to the Commissioner) : Bo (Beauregard) Lockley
- 1977 : Ombres sur le stade (The Deadliest Season) (TV) : Gerry Miller
- 1978 : Holocauste (Holocaust) (feuilleton TV) : Erik Dorf
- 1978 : Les Guerriers de l'enfer (Who'll Stop the Rain) : John Converse
- 1978 : The Winds of Kitty Hawk (TV) : Wilbur Wright
- 1979 : Too Far to Go (TV) : Richard Maple
- 1981 : Renacer de Bigas Luna : Mark
- 1982 : The Sound of Murder : Charles Norberry
- 1982 : Épouvante sur New York (Q) : Jimmy Quinn
- 1982 : Liens de sang (Extrasensorial) : Keith Mannings / Craig Mannings
- 1985 : Odd Birds : Brother T.S. Murphy
- 1985 : The Stuff : David 'Mo' Rutherford
- 1985 : Pale Rider, le cavalier solitaire (Pale Rider) : Hull Barret
- 1986 : Troll : Harry Potter Sr.
- 1987 : The Hanoi Hilton : Williamson
- 1987 : Les Enfants de Salem (A Return to Salem's Lot) : Joe Weber
- 1987 : La Vengeance des monstres (It's Alive III: Island of the Alive) : Stephen Jarvis
- 1988 : Windmills of the Gods (TV) : Ellison
- 1988 : Frank Nitti: The Enforcer (TV) : Hugh Kelly
- 1989 : The Secret of the Ice Cave : Manny Wise
- 1989 : Dark Tower (en) : Dennis Randall
- 1989 : Absence Radar (Tailspin: Behind the Korean Airliner Tragedy) (TV) : Maj. Hank Daniels
- 1990 : Full Fathom Five : McKenzie
- 1990 : New York, police judiciaire (Law & Order) : Ben Stone
- 1993 : Pauvre Emily (Born Too Soon) (TV) : Fox Butterfield
- 1995 : La Croisée des destins (Children of the Dust) (TV) : John Maxwell
- 1995 : Silence brisé (Broken Silence) : Mulligan
- 1996 : Managua
- 1996 : Cagney & Lacey: Convictions (Cagney & Lacey: True Convictions) (TV) : Matthew Wylie
- 1996 : À l'épreuve du feu (Courage Under Fire) : Brigadier General Hershberg
- 1996 : Le Crime du siècle (Crime of the Century) (téléfilm) de Mark Rydell : Governor Harold Hoffman
- 1996 : Shiloh : Mr. Preston
- 1996 : Calm at Sunset (TV) : Russell Pfeiffer
- 1997 : The Arrow (TV) : président Dwight D. Eisenhower
- 1997 : Major Crime (TV) : Gordon Tallas
- 1998 : Galileo: On the Shoulders of Giants (TV) : Galilée
- 1998 : Émilie de la nouvelle lune (Emily of New Moon) (série TV) : Douglas Starr
- 1998 : Tremblement de terre à New York (Earthquake in New York) (TV) : Captain Paul Stenning
- 1999 : The Art of Murder : Cole Sheridan
- 1999 : Shiloh II (Shiloh 2: Shiloh Season) : Ray Preston
- 2000 : Hitler Meets Christ : Hitler
- 2000 : Les Enfants de mon cœur (Children of My Heart) (TV) : Rodrigue Emyard
- 2000 : Bad Faith : Mark Solomon
- 2000 : Femme recherchée (Woman Wanted) : Richard Goddard
- 2000 : Becoming Dick (TV) : Director (Mirkin)
- 2000 : Un monde à part (Children of Fortune) (TV) : Sheriff Bast
- 2001 : House of Luk : Mr. Kidd
- 2001 : Haute surveillance (Out of Line) : Larry Frank
- 2001 : FBI : Enquête interdite (Mindstorm) : Director Schmidt
- 2001 : Le Masque de l'araignée (Along Came a Spider) : Senator Hank Rose
- 2001 : Il était une fois James Dean (James Dean) (TV) : Winton Dean
- 2002 : Swimming Upstream : Morris Bird II
- 2002 : Apparitions (Living with the Dead) (TV) : Adrian, Psychic
- 2002 : Disparition (Taken) (feuilleton TV) : colonel Thomas Campbell
- 2003 : Fugitives Run : Callohan
- 2003 : Behind Bedroom Doors (vidéo) : Policeman
- 2003 : Mob Princess (TV) : Eddy
- 2004 : Les 4400 (pilot)
- 2005 : Neverwas : Dick
- 2006 : Les Maîtres de l'horreur : Saison 1 Épisode 11; Serial Auto-Stoppeur de Larry Cohen: le camionneur
- 2006 : 12 Hours to Live (TV) : Donald Saunders
- 2006 : La Fille du Père Noël (Santa Baby) (TV) : T.J. Hamilton
- 2007 : Impact (Deadly Skies) (TV) : Dutton

### comme scénariste
- 2000 : Hitler Meets Christ